# N17 (Guinea)
Die N17 ist eine Fernstraße in Guinea, die in Mandiana an der Ausfahrt der N1 beginnt und in Noumoudjiguila an der Grenze nach Elfenbeinküste endet. Sie ist 118 Kilometer lang.